# Zimmer + Rohde
Zimmer + Rohde ist ein deutscher Textilverlag aus Oberursel, der seit vier Generationen in Familienbesitz ist.

## Geschichte
Am 1. Dezember 1899 gründeten Max Marx und Ernst Rohde den Textilverlag Marx & Rohde in Frankfurt am Main. Rohde war der Urgroßvater des heutigen Geschäftsführers. Sie bezogen in ganz Europa hochwertige Stoffe; manche Geschäftsbeziehungen nach Frankreich, England oder Italien aus jener Anfangszeit sind bis heute erhalten. Der Erste Weltkrieg unterbrach den Handel mit dem Ausland.
1919 heiratete Rohdes Tochter den Geschäftsmann Georg Zimmer, der in die Firma eintrat. Zimmer trug zum Wiederaufbau der internationalen Kontakte bei und führte die Firma durch die Weltwirtschaftskrise. Max Marx starb 1933. 1941 erzwangen die Nationalsozialisten die Umbenennung in Zimmer + Rohde. 
Nach dem Zweiten Weltkrieg war Frankfurt ausgebombt. Ernst-Georg Zimmer hatte die wertvollen Textilien vor den Bombenangriffen in den Taunus retten können und begann nun hier mit dem Wiederaufbau der Firma.
Nach Georg Zimmers Tod 1950 übernahmen seine beiden Söhne Horst und Ernst-Georg die Geschäftsführung. Zimmer + Rohde entwickelte in den Nachkriegsjahren den Stil zeitlose Eleganz. Bald begann auch der Export wieder zu blühen. In den 1950er Jahren beschäftige die Firma 40 Mitarbeiter.
1968 zog die Firma in Frankfurt nach Oberursel. In Zusammenarbeit mit freien Designern entwickelte Horst Zimmer eigene Kreationen. So basierte die „Kollektion 111“ von 1974 auf 111 Farben, die miteinander kombinierbar waren. Aus dem Textilgroßhandel wurde ein Stoffverlag, dessen Name für hochwertige Qualität steht.
1983 trat Andreas Zimmer, der Sohn von Horst Zimmer, in die Firma ein. Vier Jahre später übernahm er die Geschäftsführung und baute die gestalterische Ausrichtung des Unternehmens aus. Es wurde eine eigene Kreationsabteilung gegründet, die in Abstimmung mit den Produzenten die Kollektionen entwickelt. 2007 wurde das US-amerikanische Unternehmen Travers Incorporated gekauft, 2014 die deutschen Markenrechte an der Gardinenmarke ADO Goldkante.
Zimmer + Rohde hat heute Tochterfirmen in New York, Mailand, London, Dubai und Hong Kong. Neben Stoffen für den Einrichtungsbereich bietet die Firma hochwertige Tapeten, ausgewählte Möbelstücke und Accessoires wie Bettwäsche, Posamente und handgefertigte Kissen.

## Marken
- Zimmer + Rohde
- ADO Goldkante
- Ardecora[2]
- Etamine[7]
- Hodsoll McKenzie[8]
- Travers[9]
- Artline[10]
- Cetec[11]